# Tupac Huallpa
Tupac Huallpa (Cusco, 1510 circa – Jauja, ottobre 1533) è stato un imperatore inca.

## Biografia
Il suo nome completo era Inti Cusi Tupac Huallpa Yupanqui e fu il successore del fratello maggiore Atahuallpa, nominato dagli Spagnoli nell'intento di dominare l'impero degli Inca attraverso un sovrano fantoccio. Regnò per pochi mesi nel 1533.
I cronisti spagnoli hanno abbondantemente storpiato il suo nome ed egli viene ricordato nei loro scritti come Atabalipa, Toparpa, Tubalipa o Topaipa. Francisco Pizarro aveva compreso che la compattezza dell'impero poteva sussistere solo attraverso la figura carismatica di un sovrano ufficiale che si ponesse come punto di riferimento per i suoi sudditi. La scelta cadde su Tupac Huallpa, un giovanissimo figlio di Huayna Cápac che venne indicato dai maggiorenti indigeni, presenti nel campo spagnolo, come il candidato in possesso delle più valide credenziali per assumere la carica di Inca supremo.
Tupac Huallpa si era presentato ai “conquistadores”, vivente Atahuallpa, per chiedere protezione contro le truppe di Quito che minacciavano di ucciderlo, proprio perché, per la sua nascita, poteva essere un antagonista del sovrano prigioniero. Altri due fratelli di Atahuallpa erano scomparsi misteriosamente, dopo aver avvicinato gli invasori europei, e il giovane principe aveva implorato le truppe iberiche di salvaguardare la sua esistenza, dichiarandosi pronto a riconoscerne, in cambio, l'autorità.
Quando si pose il problema della successione il giovane Inca, appoggiato dalla fazione del Cuzco, non ebbe difficoltà ad essere prescelto nei confronti di uno dei figli di Atahuallpa che Chalcochima, il generale delle truppe di Quito, avrebbe voluto come sovrano. La sua incoronazione avvenne con il rispetto di tutte le complesse cerimonie previste dalle elaborate procedure incaiche. Tupac Huallpa osservò il prescritto digiuno di tre giorni in un padiglione, appositamente costruito per lui dai solerti servitori indigeni, e, infine, si presentò ai suoi sudditi con in capo le insegne che ogni sovrano inca aveva indossato, prima di lui, in somiglianti occasioni.
Per quanti si fossero fatti qualche illusione sulla reale autonomia del nuovo sovrano, Pizarro provvide a fargli giurare, di fronte alle truppe schierate, una aperta sottomissione alle armi spagnole, presentandogli lo stendardo della Corona, di fronte al quale, Capac Huallpa dovette inchinarsi tre volte. Esaurite le formalità, gli Spagnoli si mossero alla volta del Cuzco e Tupac Huallpa fu condotto con loro, ritenendo che la sua presenza avrebbe favorito la marcia, evitando ogni ostilità. Un fratello del nuovo Inca, nominato Guaratico, più probabilmente Huariticuc, si incaricò di preparare il cammino, ma appena si fu allontanato dalla protezione dei conquistadores, venne ucciso dalle truppe di Quito che pattugliavano la zona.
Questo frangente, unitamente alla scarsa collaborazione che gli indigeni fornivano, insospettì gli Spagnoli che ne addossarono la colpa a Chalcochima, che, parimenti, seguiva, prigioniero, l'esercito. L'anziano condottiero si fece però beffe dei loro sospetti e addossò la responsabilità delle loro difficoltà a Tupac Huallpa che era, a suo dire, inadatto a comandare i suoi sudditi. Tra mille difficoltà gli Spagnoli giunsero infine a Jauja e qui Tupac Huallpa morì a metà ottobre del 1533. La sua fine non deve essere stata improvvisa perché Sancho de la Hoz, il segretario di Pizarro e relatore ufficiale della spedizione, parla di malattia e dice, testualmente, che «venne a morte di sua infermità». Ciò nonostante si parlò di veleno e, naturalmente, del suo decesso venne incolpato il solito Chalcochima che di lì a poco sarebbe stato, con la scusa di questo supposto misfatto, giustiziato sul rogo.